# .mo
.mo – domena internetowa przypisana dla stron internetowych z Makau. Została utworzona 17 września 1992. Zarządza nią Macao Post and Telecommunications Bureau.